# 190617 Alexandergerst
190617 Alexandergerst è un asteroide della fascia principale. Scoperto nel 2000, presenta un'orbita caratterizzata da un semiasse maggiore pari a 2,5628931 UA e da un'eccentricità di 0,2932749, inclinata di 4,49511° rispetto all'eclittica.